# Washington County, Texas
Washington County är ett administrativt område i den sydöstra delen av delstaten Texas, USA. År 2010 hade countyt 33 718 invånare. Den administrativa huvudorten (county seat) är Brenham, som är den största staden i Texas. Countyt fick sitt namn efter George Washington, USA:s förste president. 

## Geografi
Enligt United States Census Bureau så har countyt en total area på 1 609 km². 1 578 av den arean är land och 31 km² är vatten.  

### Angränsande countyn
- Brazos County - norr
- Grimes County - nordost
- Waller County - öster
- Austin County - söder
- Fayette County - sydväst
- Lee County - väster
- Burleson County - nordväst

### Större orter
- Brenham med 13 500 invånare